# Planchonella pohlmaniana
Planchonella pohlmaniana là một loài thực vật có hoa trong họ Hồng xiêm. Loài này được (F.Muell.) Pierre ex Dubard miêu tả khoa học đầu tiên năm 1912.